# Río Grande de Matagalpa
Pour les articles homonymes, voir Rio Grande.
Le río Grande de Matagalpa est un fleuve d'Amérique centrale, long de 555 km, se jetant dans la mer des Antilles, et dont le cours est entièrement situé sur le territoire de la république du Nicaragua.
Son principal affluent est, sur la rive gauche, le río Tuma.
L'essentiel du cours du fleuve est situé en proportions sensiblement comparables, dans le département de Matagalpa, où il prend sa source, puis dans la région autonome Atlántico Sur (anciennement partie méridionale de l'ancien département de Zelaya). Il marque aussi la limite, sur une cinquantaine de kilomètres, entre ces deux subdivisions.
Le fleuve baigne aussi, dans une moindre mesure, les subdivisions suivantes :
- le département de Boaco, marquant successivement la limite avec le département de Matagalpa (sur une trentaine de km) puis avec la région autonome Atlántico Sur (sur une vingtaine de kilomètres) ;
- la région autonome Atlántico Norte, marquant la limite, sur une vingtaine de kilomètres, avec la région autonome Atlántico Sur.

Plusieurs centrales hydroélectriques sont situées sur son cours :
- la centrale de Cocal (département de Matagalpa) ;
- la centrale de Copalar ;
- la centrale d'El Carmen ;
- la centrale d'Esquirin (département de Matagalpa) ;
- la centrale de Macho Loco (région autonome Atlántico Sur) ;
- la centrale de Nicarey (région autonome Atlántico Sur) ;
- la centrale de Paiwas (département de Matagalpa) ;
- la centrale de Paso Real ;
- la centrale de Piñuela (département de Matagalpa) ;
- la centrale de Pusi-Pusi (département de Matagalpa) ;
- la centrale de Tumarín (département de Matagalpa).